# Разура
Разура (італ. Rasura) — муніципалітет в Італії, у регіоні Ломбардія,  провінція Сондріо.
Разура розташована на відстані близько 530 км на північний захід від Рима, 80 км на північ від Мілана, 26 км на захід від Сондріо.
Населення — 296 осіб (2014).
Щорічний фестиваль відбувається 25 липня. Покровитель — San Giacomo Maggiore.

## Демографія
Населення за роками:

Станом на 1 січня 2023 року в муніципалітеті офіційно проживали 4 іноземці з 4 країн, серед них 1 громадянин країн Євросоюзу.

## Сусідні муніципалітети
- Бема
- Козіо-Вальтелліно
- Педезіна
- Роголо